# Ready, Steady, Go!
Ready, Steady, Go! è il terzo album in studio del cantante pop rock e attore statunitense Drake Bell, pubblicato nel 2014.

## Tracce
1. Sunny Afternoon (The Kinks cover) – 3:21 (Ray Davies)
2. Bull (Cask Mouse cover) – 2:38 (Mitchell Belch, Kevin Boldwin, Jonathan Howes, Edward Llerena, Bonnie Parks, Joseph Wyatt)
3. I Won't Stand In Your Way (Stray Cats cover) – 4:06 (Brian Setzer)
4. Bitchcraft – 3:00 (Drake Bell, Brett Boyett)
5. Runaway Boys (Stray Cats cover) – 3:05 (Brian Setzer, James McDonnell)
6. Makes Me Happy – 2:51 (Drake Bell, Christopher Jonathan Abraham, Michael Corcoran)
7. It's Still Rock and Roll to Me (Billy Joel cover) – 2:56 (Billy Joel)
8. Melina – 3:18 (Adam Traub)
9. Crazy Little Thing Called Love (Queen cover) – 2:57 (Freddie Mercury)
10. California Man (The Move cover) – 3:07 (Roy Wood)
11. Back of My Hand (The Jags cover) – 3:20 (John Adler, Nicholas Watkinson)
12. Give Me A Little More Time – 3:55 (Drake Bell, Daniel Kalisher, Will Herrington)